# The Ronettes
The Ronettes je ime ženske vokalne skupine (trija) popularne 1960-ih iz New Yorka, najpoznatije po uspješnicama napravljenim s glazbenim producentom Philom Spectorom. Njihov najbolji album bio je svakako Presenting the Fabulous Ronettes Featuring Veronica iz 1964. godine, s njihovim najvećim uspješnicama "Be My Baby", "Baby, I Love You", "(The Best Part of) Breakin' Up" i "(Walking) In the Rain".

## Povijest sastava
Sestre Estella i Veronica Bennett i njihova rođakinja Nedra Talley, počele su nastupati 
još kao tinejdžerice pod imenom The Darling Sisters po priredbama za talente po rodnom gradu New Yorku 1959. godine. Na jednom od takvih nastupa zamijetio ih je menadžer Phillip Halikus i tako je startala njihova karijera. Prvu singl ploču I Want a Boy snimile su pod imenom Ronnie & the Relatives za tvrtku Colpix Records 1961. godine. Zatim su se prezvale u The Ronettes, i izbacile još nekoliko singl ploča i jedan album za Colpix, ali s ne baš osobitim odazivom kod publike.
1963. godine privukle su pozornost glazbenog producenta Phil Spectora, koji je 
tražio novi ženski vokalni sastav da mu nadomjestiti odlazak sastava The Crystals. Phil je promijenio njihov imiđ i napravio od njih sastav - loših djevojaka (gotovo uličarki u tijesnim suknjama). Njihov prvi zajednički singl "Be My Baby", (koji su skladali Spector, Jeff Barry i Ellie 
Greenwich), aranžirao je i producirao Phil Spector i postao je svjetski hit.  
Sljedeći singl "Baby, I Love You", bio je nastavak uspjeha. Na početku 1964. godine Ronettes su otišle na turneju po Engleskoj s Rolling Stonesima, tu su upoznale i s Beatlesima. Nastavile su nizati uspješnice poput; "The Best Part of Breaking Up" (#39 S.A.D., #43 UK), "Do I Love You?" (#34 S.A.D., #35 UK) i "(Walking) In the Rain" (#23 S.A.D.).
Već pri kraju šesdesetih Estella Bennett i Nedra Talley su se udale, 1968. godine udala se je i glavna vokalistica Ronnie Bennett i to za Phila Spectora. Na taj način Ronettes su prestale nastupati.

## Diskografija

### Singl ploče
| Godina | Naslov                                                | Pozicija na ljestvicama     | Pozicija na ljestvicama | Pozicija na ljestvicama |
| Godina | Naslov                                                | Američka ljestvica prvih100 | Britanska top ljestvica |                         |
| ------ | ----------------------------------------------------- | --------------------------- | ----------------------- | ----------------------- |
| 1961.  | "My Darling Angel" (May 111)                          | -                           | -                       |                         |
| 1961.  | "I Want a Boy" (Colpix 601)                           | -                           | -                       |                         |
| 1962.  | "Silhouettes" (1961.) (May 114)                       | -                           | -                       |                         |
| 1962.  | "I'm Gonna Quit While I'm Ahead" (1961.) (Colpix 646) | -                           | -                       |                         |
| 1962.  | "The Memory" (1961.) (May 138)                        | -                           | -                       |                         |
| 1963.  | "Be My Baby" (Philles 116)                            | 2                           | 4                       |                         |
| 1963.  | "Baby I Love You" (Philles 118)                       | 24                          | 11                      |                         |
| 1964.  | "(The Best Part Of) Breakin' Up" (Philles 120)        | 39                          | 43                      |                         |
| 1964.  | "Do I Love You?" (Philles 121)                        | 34                          | 35                      |                         |
| 1964.  | "(Walking) In The Rain" (Philles 123)                 | 23                          | -                       |                         |
| 1965.  | "Born To Be Together" (Philles 126)                   | 52                          | -                       |                         |
| 1965.  | "Is This What I Get For Loving You?" (Philles 128)    | 75                          | -                       |                         |
| 1965.  | "He Did It" (1961) (Dimension 1046)                   | -                           | -                       |                         |
| 1966.  | "I Can Hear Music" (Philles 133)                      | 100                         | -                       |                         |
| 1969.  | "You Came, You Saw, You Conquered!" (A&M 1040)        | -                           | -                       |                         |
| 1973.  | "Go Out and Get It" (Buddha 384)                      | -                           | -                       |                         |
| 1974.  | "I Wish I Never Saw The Sunshine" (Buddha 408)        | -                           | -                       |                         |
| 1976.  | "Paradise" (Warner/Spector 409)                       | -                           | -                       |                         |

### Albumi
- A Christmas Gift for You (1963., Phillies Records)
- Presenting the Fabulous Ronettes Featuring Veronica (1964., Phillies Records)
- The Ronettes featuring Veronica (1965., Colpix Records)

#### Kompilacije
- 1963. - Today's Hits (Phillies)
- 1965. - The Ronettes: The Early Years (Rhino)
- 1967. - Cha Cha Cha (Roper)
- 1975. - Sing Their Greatest Hits (Phil Spector)
- 1981. - The Greatest Hits, Vol. 2 (Masters)
- 1990. - Greatest Hits (Spectacular Sound)
- 1992. - Best of the Ronettes (EMI)
- 1992. - The Best of the Ronettes (ABKCO)
- 2005. - Ronettes Featuring Veronica (EMI Gold)
- 2005. - Silhouettes (Collectables)
- The Complete Colpix & Buddha Sessions (Sequel)

## Članice sastava
- Veronica Ronnie Bennett, kasnije udata Spector (New York,10. kolovoza 1943.)
- Estelle Bennett, kasnije udata Vann (New York, 22. srpnja 1941. - † Englewood 11. veljače 2009.)
- Nedra Talley, kasnije udata Ross (New York, 27. siječnja 1946.)

## Vanjske poveznice
- (engl.) Ronettes na stranicama allmusic
- (engl.) Ronettes na stranicama Hall of Fame  Arhivirana inačica izvorne stranice od 20. ožujka 2007. (Wayback Machine)